# Georg Ellendt
Georg Albrecht Bernhardt Ellendt (* 6. Mai 1840 in Königsberg (Preußen); † 26. Juli 1908 ebenda) war ein deutscher Historiker und Gymnasialdirektor.

## Leben
Georg Ellendt war der Sohn des Klassischen Philologen Ernst Ellendt (1803–1863), der ab 1838 Direktor des Altstädtischen Gymnasiums in Königsberg war. An dieser Schule legte Georg Ellendt am 12. März 1860 die Reifeprüfung ab. Anschließend studierte er an der Universität Königsberg Geschichte, Geographie und Klassische Philologie. Nach dem Tod seines Vaters 1863 übernahm er dessen wissenschaftlichen Nachlass.
Am 16. Januar 1865 trat Ellendt das Probejahr am Collegium Fridericianum in Königsberg an, wo er bis an sein Lebensende tätig war. Am 18. Februar 1865 wurde er mit einer Studie zur Geschichte der Stadt Haguenau im Elsaß zum Dr. phil. promoviert, am 22. September 1866 legte er die Lehramtsprüfung in den Fächern Geschichte und Geographie (für alle Klassen) sowie Latein und Griechisch (bis Unterstufe II) ab. Zum 1. Oktober 1867 wurde er zum provisorischen ordentlichen Lehrer ernannt. Am 1. Juli 1867 erhielt er eine Festanstellung als ordentlicher Lehrer (später als Oberlehrer). Ab dem 1. April 1872 leitete er die Lehrerbibliothek der Anstalt. Am 11. August 1891 wurde er zum Direktor des Collegium Fridericianum ernannt (mit Wirkung zum 1. Oktober 1891).
Aus dem Nachlass seines Vaters gab Ellendt 1864 drei homerische Abhandlungen heraus. Ein anderes Werk seines Vaters, den „Parallel-Homer“, konnte aus satztechnischen Gründen nicht als Ganzes erscheinen. Der „Parallel-Homer“ enthielt eine damals einzigartige Sammlung von Parallelstellen aus den homerischen Epen Ilias und Odyssee, von der Ellendt 1867, 1868 und 1871 einige Proben veröffentlichte.
Ellendt eigene wissenschaftliche Veröffentlichungen betrafen vor allem die Geschichte des Collegium Fridericianum und den Kanon der Schülerbibliotheken. Sein Katalog für die Schülerbibliotheken höherer Lehranstalten erfuhr bis 1905 vier Auflagen.
Für seine Leistungen wurde Ellendt am 20. Mai 1878 zum Gymnasialprofessor ernannt und am 18. Januar 1891 mit dem Roten Adlerorden IV. Klasse sowie am 1. Juni 1898 mit dem Ritterkreuz des Königlichen Hausordens von Hohenzollern ausgezeichnet.

## Schriften
- De Hagenoa Alsatiae inferioris civitate Palatina. Königsberg 1865 (Dissertation)
- Ueber Schüler-Bibliotheken: Entwurf eines nach Stufen geordneten Katalogs für die Schüler-Bibliotheken Höherer Lehranstalten (besonders der Gymnasien). Drei Teile, Königsberg 1875–1884.
  - spätere Auflagen unter dem Titel: Katalog für die Schülerbibliotheken höherer Lehranstalten. Nach Stufen und nach Wissenschaften geordnet. 2. berichtigte und vermehrte Ausgabe, Halle 1878. 3. Auflage 1886. 4. Auflage 1905.
- Lehrer und Abiturienten des Königlichen Friedrichs-Kollegiums zu Königsberg Pr., 1698–1898. Königsberg 1898 (Schulprogramm). Nachdruck Hamburg 1969 (Sonderschriften des Vereins für Familienforschung in Ost- und Westpreußen 10).

## Herausgeber
- Drei homerische Abhandlungen von Joh. Ernst Ellendt. Leipzig 1864.
- Sammlung der Parallelstellen zum ersten Buche der Odyssee. Aus dem nachgelassenen Manuscripte des „Parallel-Homer“ von Joh. Ernst Ellendt. Königsberg 1871 (Schulprogramm).